# Hypulia impervisata
Hypulia impervisata là một loài bướm đêm trong họ Geometridae.